# Liparomyia separata
Liparomyia separata är en tvåvingeart som först beskrevs av Octave Parent 1932.  Liparomyia separata ingår i släktet Liparomyia och familjen styltflugor. Inga underarter finns listade i Catalogue of Life.